# Oedelem
Oedelem ist ein Dorf in der belgischen Provinz Westflandern und eine Teilgemeinde der Gemeinde Beernem. 

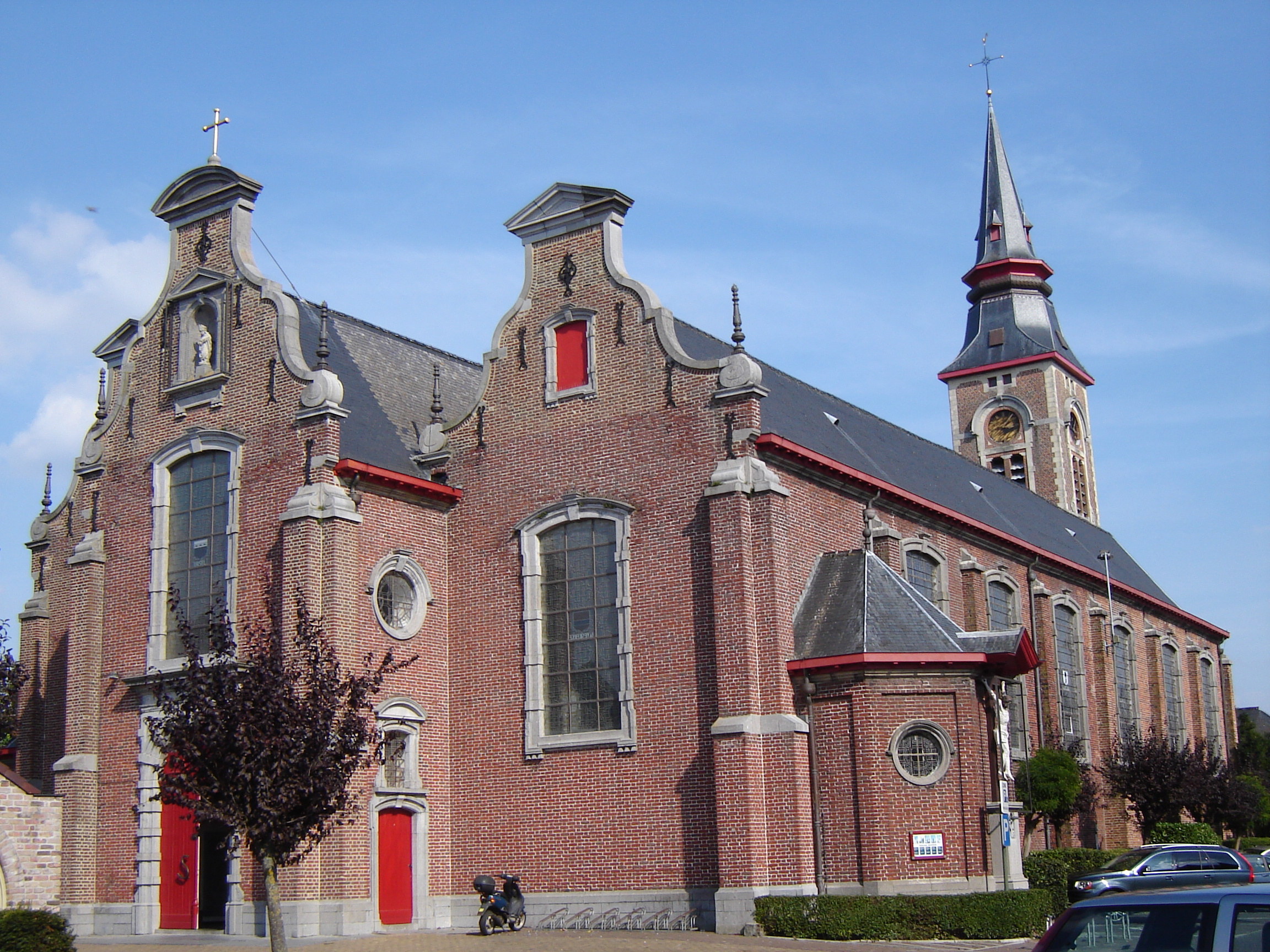
Sint-Lambertus-Kirche

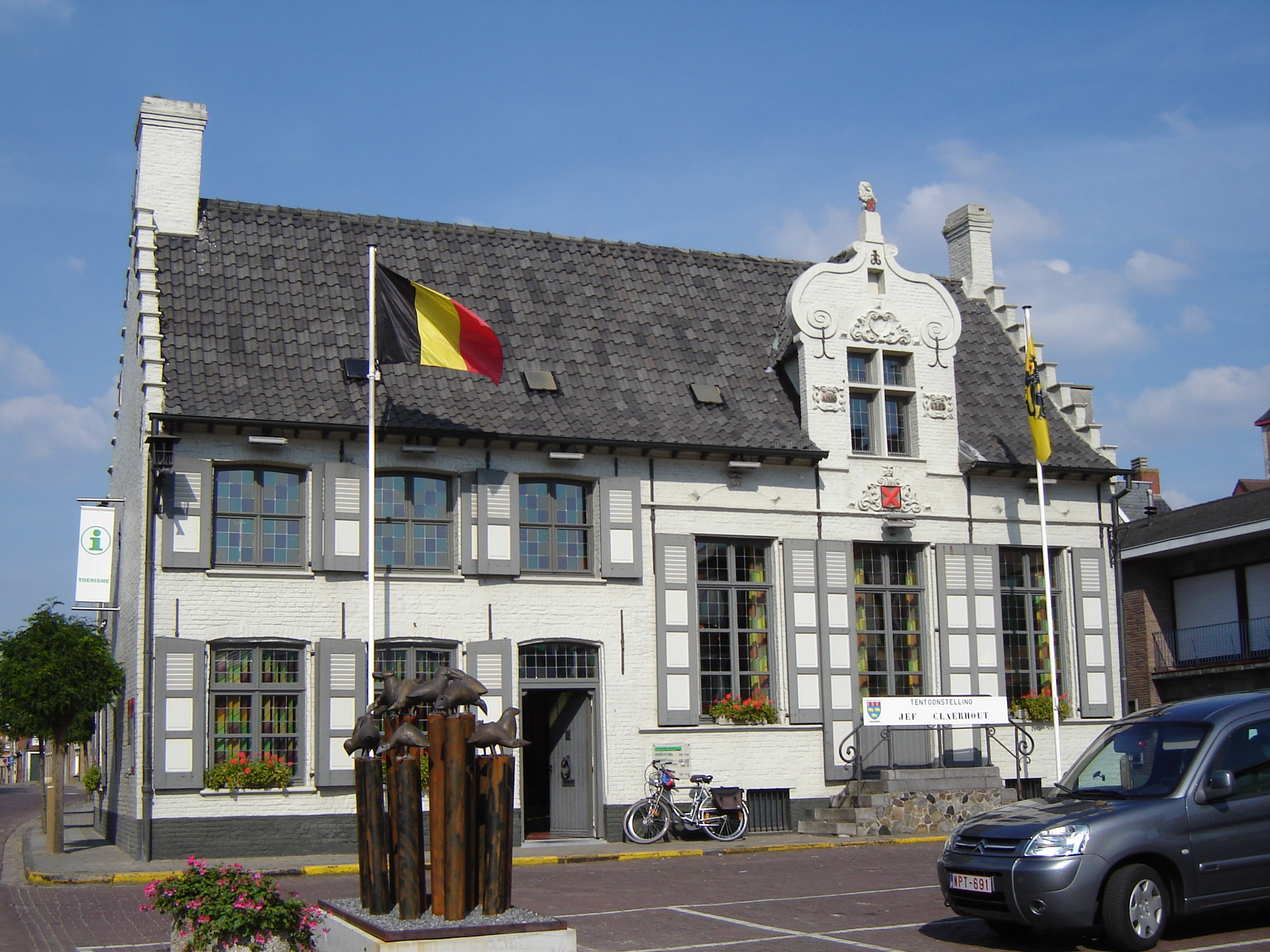
Ehemaliges Gemeindehaus

## Geschichte
Oedelem wird erstmals im Jahr 906 als Udelhem erwähnt. Im 10. Jahrhundert wurde hier das Lehen Praet gegründet, deren Besitzer, die gleichnamige Familie, in Flandern eine wesentliche Rolle spielen sollten.
Bei Oedelem unternahm Philipp van Artevelde am 3. Mai 1382 einen erfolgreichen Überraschungsangriff auf die Gefolgsleute des Grafen Ludwig von Malen, der als Schlacht auf dem Beverhoutsveld in die Geschichte einging.

## Sehenswürdigkeiten
- Die Sint-Lambertus-Kirche (1629–1630), mit Türen aus dem Jahr 1663.
- Das ehemalige Gemeindehaus

## Herren von Praet
- Ludwig I., X 1396, zu Praet, unehelicher Sohn von Ludwig II. von Flandern (Haus Dampierre)
- Johann I., 1411/39 bezeugt, dessen Sohn, zu Praet und Woestine
- Ludwig II., † 1488, dessen Sohn, zu Praet, Woestine, Beveren und Omlede
- Ludwig III., † 1. Januar 1490, dessen Sohn, Herr zu Praet und Woestine
- Ludwig IV., † 1556, dessen Sohn, Herr von Praet
- Johann II., † 1545, dessen Sohn, Herr zu Praet